# Regimento de Defesa Antiaérea (Suécia)

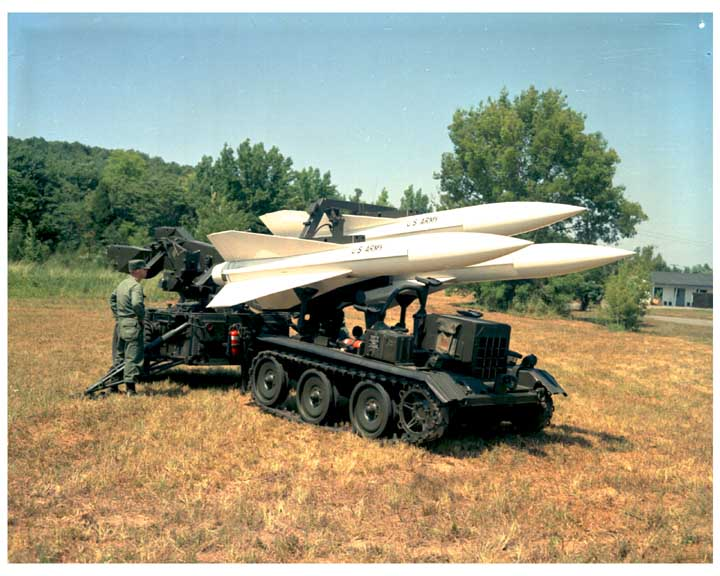
O sistema MIM-23 Hawk

O  Regimento de Defesa Antiaérea  (em sueco Luftvärnsregementet) , também designado pela sigla  Lv 6  , é uma unidade de defesa antiaérea do Exército da Suécia estacionada na cidade de Halmstad, no Sul da Suécia.

Este regimento está vocacionado para vigiar o espaço aéreo, dispondo de mísseis capazes de atingir aeronaves e mísseis inimigos.

Está equipado com o RBS 97 (MIM-23 Hawk), um sistema de mísseis antiaéreos americano.

O pessoal da base é constituído por 230 oficiais profissionais, 236 sargentos e praças permanentes, 253 sargentos e praças temporários, 27 funcionários civis e 233 oficiais da reserva.